# Iglesia de Santa Catalina (Pozoblanco)
La iglesia de Santa Catalina de Pozoblanco fue construida en el siglo XVI pero no finalizada hasta el XIX, por lo que tienen la construcción de dos torres una en cada lado de la fachada trasera aunque al final solo se quedó en la construcción de una torre que se diferencia a simple vista por la diferencia de materiales y antigüedad de los demás. Sufrió grandes pérdidas en la guerra pero se volvió a reconstruir. En ella queda el sepulcro de Juan Ginés de Sepúlveda, personaje histórico de la ciudad. Situada en el centro de la ciudad, muy cerca del ayuntamiento. A su frente tiene un gran jardín apodado con su nombre. Es la mayor Iglesia de Pozoblanco. Una de las cosas más llamativas de la Iglesia son los nidos de cigüeña de la torre.